# Yorai Lahav-Hertzanu
Yorai Lahav-Hertzanu (hebreu: יוֹרַאי לַהַב־הֵרְצָנוּ‎; Tel-Aviv, 5 d'agost de 1988) és un polític israelià. Actualment s'exerceix com a membre de la Kenésset per Yeix Atid.
Nascut a Tel-Aviv, Lahav-Hertzanu va ser president del Consell Estudiantil de Tel-Aviv-Jafa durant tres anys mentre era a l'escola. Es va graduar de la Universitat de Tel-Aviv amb un LLB i una llicenciatura en història de l'Àfrica i l'Orient Mitjà. També va obtenir un mestratge executiu en dret (ELLM) en dret públic de la Universitat de Tel-Aviv i la Universitat Northwestern. Encara que va rebre una exempció del servei nacional per motius de salut, es va oferir com a voluntari per servir a les Forces de Defensa d'Israel i va passar sis anys a l'exèrcit, els dos últims com a part de la delegació de les FDI a Índia, Nepal i Sri Lanka. Més tard es va convertir en blocaire del The Times of Israel.
El 2013 es va unir a Yeix Atid i es va convertir en cap de l'ala juvenil del partit. Es va postular per a les eleccions a l'Ajuntament de Hertseliyya a la llista del partit. Abans de les eleccions a la Kenésset de 2015, ocupava el trentè lloc a la llista del partit, però només va obtenir onze escons. Va pujar al quinzè lloc a la llista del partit per a les eleccions d'abril de 2019, i quan el partit es va unir a l'aliança Blau i Blanc, se li va assignar el trenta-cinquè lloc a la llista conjunta. Va ser triat membre de la Kenésset quan l'aliança va obtenir 35 escons. Encara que va conservar el trenta-cinquè lloc a la llista Blava i Blanca per a les eleccions anticipades del setembre del 2019, l'aliança es va reduir a 33 escons, cosa que va provocar que Lahav-Hertzanu perdés el seu escó. No obstant això, va tornar a ingressar a la Kenésset al gener de 2020 com a reemplaçament de Gadi Yevarkan. Després d'ocupar el lloc trenta-cinquè a la llista del partit per a les eleccions del març del 2020, va perdre el seu escó quan Blau i Blanc es van reduir a 33 escons. No obstant això, va tornar a ingressar a la Kenésset el 19 de juny de 2020 com a reemplaçament de Hili Tropper, qui havia renunciat al seu escó en virtut de la llei noruega després de ser nomenat membre d'un gabinet ministerial. Lahav-Hertzanu va ocupar el catorzè lloc a la llista de Yeix Atid per a les eleccions de 2021 i va ser reelegit quan el partit va obtenir 17 escons.
Lahav-Hertzanu és gai i viu amb la seva parella a Hertseliyya.